# アラン・ジンター
アラン・マイケル・ジンター（Alan Michael Zinter, 1968年5月19日 - ）は、アメリカ合衆国テキサス州エルパソ出身の元プロ野球選手（内野手）、野球指導者。右投両打。

## 経歴

### プロ入り前
1986年のMLBドラフト23巡目（全体584位）でサンディエゴ・パドレスから指名されたが、アリゾナ大学へ進学した。

### プロ入りとメッツ傘下時代
1989年のMLBドラフト1巡目（全体24位）でニューヨーク・メッツから指名され、6月20日に契約。契約後、傘下のA-級ピッツフィールド・メッツとA級セントルーシー・メッツでプレー。A級セントルーシーでは48試合に出場して打率.239、3本塁打、32打点を記録した。
1990年はA+級セントルーシーとAA級ジャクソン・メッツでプレー。A+級セントルーシーでは98試合に出場して打率.291、7本塁打、63打点、8盗塁を記録した。
1991年はAA級ウィリアムズポート・ビルズでプレーし、124試合に出場して打率.220、9本塁打、54打点、3盗塁を記録した。
1992年はAA級ビンガムトン・メッツでプレーし、128試合に出場して打率.223、16本塁打、50打点を記録した。
1993年もAA級ビンガムトンでプレーし、134試合に出場して打率.262、24本塁打、87打点、1盗塁を記録した。

### タイガース傘下時代
1994年3月31日にリコ・ブローニャとのトレードで、デトロイト・タイガースへ移籍した。この年は傘下のAAA級トレド・マッドヘンズでプレーし、134試合に出場して打率.238、21本塁打、58打点、13盗塁を記録した。
1995年もAAA級トレドでプレーし、101試合に出場して打率.222、13本塁打、48打点、4盗塁を記録した。オフの10月16日にFAとなった。

### レッドソックス傘下時代
1995年12月13日にボストン・レッドソックスとマイナー契約を結んだ。
1996年は傘下のAAA級ポータケット・レッドソックスでプレーし、108試合に出場して打率.269、26本塁打、69打点、5盗塁を記録した。オフの10月15日にFAとなった。

### マリナーズ傘下時代
1996年11月29日にシアトル・マリナーズとマイナー契約を結んだ。
1997年は傘下のAAA級タコマ・レイニアーズでプレーし、110試合に出場して打率.287、20本塁打、70打点、3盗塁を記録した。オフの10月17日にFAとなった。

### カブス傘下時代
1997年12月4日にシカゴ・カブスとマイナー契約を結んだ。
1998年は傘下のAAA級アイオワ・カブスでプレーし、129試合に出場して打率.287、23本塁打、81打点、3盗塁を記録した。オフの10月16日にFAとなったが、11月12日にカブスとマイナー契約で再契約した。
1999年はAAA級アイオワでプレーし、14試合に出場して打率.255、3本塁打、8打点を記録した。

### 西武時代
1999年4月28日に西武ライオンズと契約。当時西武は、この年から入団していたグレッグ・ブロッサー、アーキー・シアンフロッコが全く打てないのが災いし、深刻な貧打に陥っていたことからジンターの獲得が決まった。ちなみにAAA級アイオワで同僚だった野茂英雄とバッテリーを組んだ経験もあり、野茂は「日本で活躍できる」と太鼓判を押していた。5月14日のオリックス・ブルーウェーブ戦で日本プロ野球史上6人目の「初試合満塁本塁打」を打つ（他には駒田徳広や井口資仁などが記録）など来日当初はそこそこに打っており一時期は4番も打っていたが、日本の投手に慣れられるには時間はかからなかった。なぜか日本ハムファイターズ戦には強く、7月初めの3連戦では3試合とも本塁打を打っているが、全体としてはジリジリと打率は下がっていき、2割割れが近付いてきた8月中旬に二軍に落ちると、そのまま一軍に上がることなく解雇された。

### カブス復帰・ダイヤモンドバックス傘下時代
1999年11月7日に古巣のカブスとマイナー契約を結んだ。
2000年はAAA級アイオワでプレーし、90試合に出場して打率.227、14本塁打、35打点を記録した。8月23日にトレードで、アリゾナ・ダイヤモンドバックスへ移籍。傘下のAAA級ツーソン・サイドワインダーズでプレーし、11試合に出場して
打率.361、1本塁打、5打点を記録した。オフの10月15日にFAとなった。

### アストロズ時代
2000年11月1日にヒューストン・アストロズとマイナー契約を結んだ。
2001年は傘下のAAA級ニューオーリンズ・ゼファーズでプレーし、104試合に出場して打率.265、19本塁打、65打点、1盗塁を記録した。
2002年はAAA級ニューオーリンズで開幕を迎え、63試合に出場。打率.231、11本塁打、39打点、2盗塁を記録した。6月17日にアストロズとメジャー契約を結んだ。プロ13年目・34歳でようやくメジャーの舞台に立ち、翌18日のミルウォーキー・ブルワーズ戦でメジャーデビュー。7回表に代打として出場したが、一塁ゴロに終わった。この年メジャーでは主に代打として39試合に出場して打率.136、2本塁打、3打点を記録した。オフの10月15日にFAとなったが、12月20日にアストロズとマイナー契約で再契約した。
2003年はAAA級ニューオーリンズでプレーし、114試合に出場して打率.254、17本塁打、57打点、1盗塁を記録した。オフの10月15日にFAとなった。

### ダイヤモンドバックス時代
2003年11月12日に古巣のダイヤモンドバックスとマイナー契約を結んだ。
2004年はAAA級ツーソンで開幕を迎えたが、6月8日にダイヤモンドバックスとメジャー契約を結んだ。昇格後は主に代打として10試合に出場していたが、6月21日に左足の故障で15日間の故障者リスト入りした。6月29日に60日間の故障者リストへ異動し、8月20日に復帰。この年は28試合に出場して打率.206、1本塁打、6打点を記録した。オフの10月11日に40人枠を外れ、AAA級ツーソンへ降格した。
2005年はAAA級ツーソンでプレーし、47試合に出場して打率.216、2本塁打、14打点を記録した。オフの10月28日にFAとなった。

### アストロズ傘下・独立リーグ時代
2006年1月9日に古巣のアストロズとマイナー契約を結んだ。この年はAAA級ラウンドロック・エクスプレスでプレーし、99試合に出場して打率.259、12本塁打、44打点、1盗塁を記録した。オフの11月1日にFAとなった。
2007年は独立リーグであるアトランティックリーグのサマセット・ペイトリオッツに加入。93試合に出場して打率.261、13本塁打、43打点を記録した。この年限りで現役を引退した。

### 現役引退後
2008年にダイヤモンドバックス傘下でパイオニアリーグのルーキー級ミズーラ・オスプレイの打撃コーチに就任。オフの12月3日にA+級バイセイリア・ローハイドの打撃コーチへ異動した。
2010年12月3日にAA級モービル・ベイベアーズの打撃コーチへ異動した。
2011年12月2日にクリーブランド・インディアンス・マイナー組織の打撃コーディネイターに就任。3年間務めた。
2014年11月4日にアストロズの打撃コーチ補佐に就任した。
2015年11月16日、2016年シーズンよりパドレスの打撃コーチに就任する事が発表された。2017年9月1日に解任された。
2018年から2年間はサンフランシスコ・ジャイアンツの育成副部長を務めた。2020年シーズンから2022年までシンシナティ・レッズの打撃コーチを務めた。

## 詳細情報

### 年度別打撃成績
| 年 度    | 球 団    | 試 合 | 打 席 | 打 数 | 得 点 | 安 打 | 二 塁 打 | 三 塁 打 | 本 塁 打 | 塁 打 | 打 点 | 盗 塁 | 盗 塁 死 | 犠 打 | 犠 飛 | 四 球 | 敬 遠 | 死 球 | 三 振 | 併 殺 打 | 打 率 | 出 塁 率 | 長 打 率 | O P S |
| -------- | -------- | ----- | ----- | ----- | ----- | ----- | -------- | -------- | -------- | ----- | ----- | ----- | -------- | ----- | ----- | ----- | ----- | ----- | ----- | -------- | ----- | -------- | -------- | ----- |
| 1999     | 西武     | 61    | 210   | 173   | 20    | 35    | 8        | 0        | 8        | 67    | 28    | 2     | 1        | 0     | 1     | 35    | 2     | 1     | 59    | 3        | .202  | .338     | .387     | .725  |
| 2002     | HOU      | 39    | 44    | 44    | 5     | 6     | 2        | 0        | 2        | 14    | 3     | 0     | 0        | 0     | 0     | 0     | 0     | 0     | 19    | 0        | .136  | .136     | .318     | .455  |
| 2004     | ARI      | 28    | 40    | 34    | 2     | 7     | 2        | 0        | 1        | 12    | 6     | 0     | 0        | 0     | 1     | 5     | 0     | 0     | 15    | 0        | .206  | .300     | .353     | .653  |
| NPB：1年 | NPB：1年 | 61    | 210   | 173   | 20    | 35    | 8        | 0        | 8        | 67    | 28    | 2     | 1        | 0     | 1     | 35    | 2     | 1     | 59    | 3        | .202  | .338     | .387     | .725  |
| MLB：2年 | MLB：2年 | 67    | 84    | 78    | 7     | 13    | 4        | 0        | 3        | 26    | 9     | 0     | 0        | 0     | 1     | 5     | 0     | 0     | 34    | 0        | .167  | .214     | .333     | .548  |

### 年度別守備成績
捕手守備
| 年 度 | 球 団 | 捕手（C） | 捕手（C） | 捕手（C） | 捕手（C） | 捕手（C） | 捕手（C） | 捕手（C） | 捕手（C） | 捕手（C） | 捕手（C） | 捕手（C） |
| 年 度 | 球 団 | 試 合     | 刺 殺     | 補 殺     | 失 策     | 併 殺     | 守 備 率  | 捕 逸     | 企 図 数  | 許 盗 塁  | 盗 塁 刺  | 阻 止 率  |
| ----- | ----- | --------- | --------- | --------- | --------- | --------- | --------- | --------- | --------- | --------- | --------- | --------- |
| 2002  | HOU   | 1         | 2         | 0         | 0         | 0         | 1.000     | 0         | 0         | 0         | 0         | ----      |
| MLB   | MLB   | 0         | 0         | 0         | 0         | 0         | .         | 0         | 0         | 0         | 0         | .         |

一塁守備
| 年 度 | 球 団 | 一塁（1B） | 一塁（1B） | 一塁（1B） | 一塁（1B） | 一塁（1B） | 一塁（1B） |
| 年 度 | 球 団 | 試 合      | 刺 殺      | 補 殺      | 失 策      | 併 殺      | 守 備 率   |
| ----- | ----- | ---------- | ---------- | ---------- | ---------- | ---------- | ---------- |
| 1999  | 西武  | 1          | 8          | 0          | 0          | 2          | 1.000      |
| 2002  | HOU   | 8          | 24         | 2          | 0          | 3          | 1.000      |
| 2004  | ARI   | 8          | 41         | 3          | 1          | 1          | .978       |
| NPB   | NPB   | 1          | 8          | 0          | 0          | 2          | 1.000      |
| MLB   | MLB   | 16         | 65         | 5          | 1          | 4          | .986       |

### 記録
NPB
- 初出場・初先発出場：1999年5月14日、対オリックス・ブルーウェーブ7回戦（西武ドーム）、3番・指名打者として先発出場
- 初安打・初本塁打・初打点：同上、2回裏に小林宏から右越満塁本塁打

### 背番号
- 42（1999年）
- 43（2002年）
- 25（2004年）
- 55（2015年）
- 22（2016年 - 2017年）
- 59（2020年 - 2022年）